# هیپوکالمی

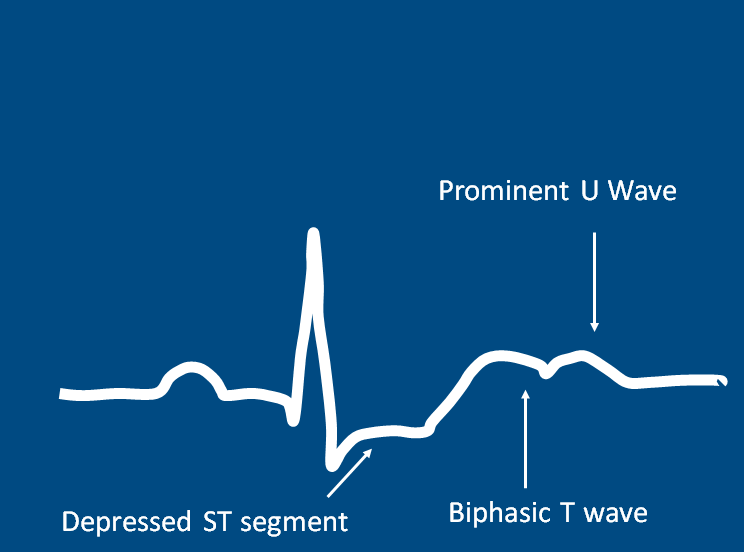
الگوی ECG یا نوار الکتروکاردیوگرام در هیپوکالمی یا کاهش یون پتاسیم

منظور از هیپوکالمی (به انگلیسی: Hypokalemia) کاهش سطح خونی یون پتاسیم در بدن است. میزان طبیعی پتاسیم خون معمولاً ۳٫۵ تا ۵٫۰ mmol/Lاست که کاهش آن را هیپوکالمی می‌خوانند. هیپوکالمی می‌تواند از اثرات جانبی برخی داروها باشد.

## متابولیسم پتاسیم در بدن
یون پتاسیم (K+) اصولاً یک یون داخل سلولی است (۹۵٪ آن) لذا در پلاسمای خون نسبتاً در سطح پائینی قرار دارد (تا ۵٫۰ mmol/L) ولی درون سلول‌ها تجمع زیادی دارد (در حدود ۱۰۰ mmol/L). پتاسیم در ایجاد پتانسیل عمل سلول‌های عصبی و قلبی بسیار مهم است همچنین در انتقال مواد از غشای سلول.
بهترین منابع غذایی پتاسیم؛ آرد سویا، لوبیا سفید، عدس، موز و اسفناج می‌باشد. ولی در بیشتر موادغذایی وجود دارد.

## علل هیپوکالمی
کاهش پتاسیم خون (هایپوکالمی) در مواردی همچون کاهش دریافت غذایی و در وضعیت کاتابولیک، سیروز کبدی یا آسپیراسیون  رخ می‌دهد. همچنین از طریق افزایش دفع از دستگاه گوارش(اسهال، استفراغ، ساکشن شیره معده، سوء‌جذب، تومور معده، و شیمی درمانی)، دفع از کلیه‌ها(مصرف دیورتیک تیازیدی، سندروم کوشینگ، افزایش دفع آلدوسترون، کاهش منیزیم خون، لوکمی حاد و نفریت) نیز سطح پتاسیم خون را کاهش میدهد. علاوه بر این مصرف بعضی داروها ، همچون داروهای مدر فاقد قابلیت احتباس یون پتاسیم نیز باعث کاهش سطح پتاسیم خون می‌شوند. از برخی داروهایی که موجب هیپوکالمی می‌شوند می‌توان به مدرهای لوپ هنله (مانند فوروزماید)، آمینوگلیکوزیدها (مانند جنتامایسین و توبرامایسین)، آمفوتریسین بی و داروهای دیگری مانند استروئیدها، شیرین‌بیان و گاهی آسپرین اشاره کرد.

## علائم کمبود
علائم کمبود آن در بدن شامل موارد زیر است: خستگی، انقباض و ضعف عضلانی، خواب آلودگی، یبوست، نامنظمی ضربان قلب و تأخیر در تخلیه معدی. کاهش بیشتر سطح پتاسیم به فلج شل، تتانی بینجامد. تغییرات ECG در هیپوکالمی عبارتند از موج T مسطح یا معکوس و موج U (موجی که بعد از T دیده می‌شود.)

## درمان هیپوکالمی
در موارد خفیف درمان عامل ایجادکننده مانند اسهال کافی است یا مصرف مواد حاوی پتاسیم مانند موز و پرتقال ولی در موارد شدید کلریدپتاسیم وریدی می‌تواند مفید باشد. در نتیجه با تجویز دارو قابل پیشگیری و درمان است و برای بیمار مشکل ساز نیست.